# 叙利
叙利（法語：Sully，法語發音：[syli] ⓘ）是法国索恩-卢瓦尔省的一个市镇，属于欧坦区。

## 地理
叙利（47°0'26"N, 4°28'17"E）面积31.84 平方千米，位于法国勃艮第-弗朗什-孔泰大區索恩-卢瓦尔省，该省份为法国中部省份，北起顺时针与科多尔省、汝拉省、安省、罗讷省、卢瓦尔省、阿列省和涅夫勒省接壤。
与叙利接壤的市镇（或旧市镇、城区）包括：维耶维、蒂里、屈尔日、埃皮纳克、圣莱热迪布瓦。

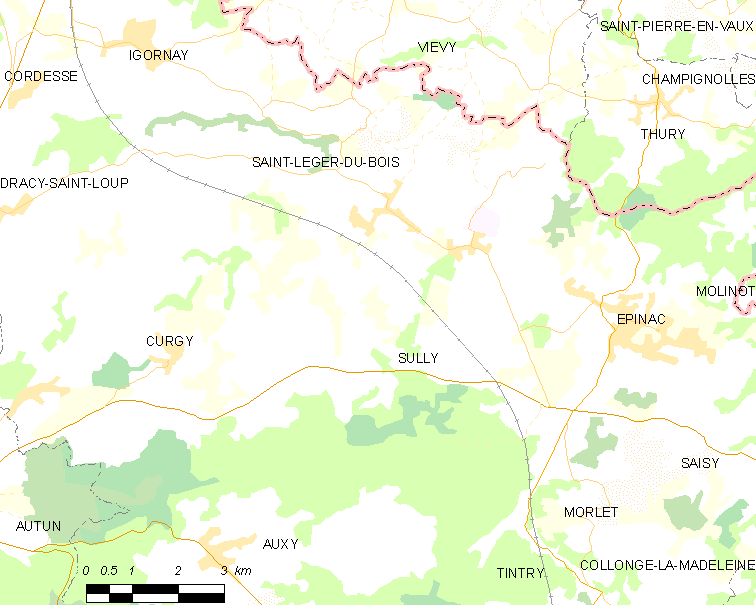
叙利的OSM定位图

叙利的时区为UTC+01:00、UTC+02:00（夏令时）。

## 行政
叙利的邮政编码为71360，INSEE市镇编码为71530。

## 政治
叙利所属的省级选区为欧坦第一县。

## 人口

1962-2008年间叙利人口变化图示

叙利于2022年1月1日时的人口数量为489人。